# Asaphes aphidii
Asaphes aphidii is een vliesvleugelig insect uit de familie Pteromalidae. De wetenschappelijke naam werd voor het eerst geldig gepubliceerd in 1842 door Curtis.